# Ankarapithecus meteai
Ankarapithecus meteai es un homínido pongino extinto del género Ankarapithecus. Sus fósiles fueron encontrados en Ankara, Turquía, en los años 50, y no se han descrito nuevos hallazgos hasta que aparecieron nuevos restos en los 90. Es el único miembro de su género, con características similares a Sivapithecus, y sobre todo a Lufengpithecus. Su dieta era principalmente de fruta. Sus restos han sido datados en 10,1 Ma (Tortoniense, Mioceno superior).